# 진건중학교
진건중학교(眞乾中學校)는 대한민국 경기도 남양주시 진건읍 사능리에 있는 공립 중학교이다.

## 학교 연혁
- 1994년 11월 1일 : 진건중학교 설립 인가
- 1995년 3월 1일 : 진건중학교 개교(18학급)
- 1995년 3월 1일 : 초대 이명숙 교장 취임
- 1995년 3월 3일 : 입학식 거행(6학급 225명)
- 1995년 3월 14일 : 교사 준공 및 개교식
- 1998년 2월 13일 : 제1회 졸업식 (227명)
- 2001년 5월 22일 : 육상부 창단
- 2023년 3월 1일 : 제11대 신숙해 교장 취임
- 2024년 1월 5일 : 제27회 졸업장 수여식(141명, 누계 8,738명)
- 2024년 3월 4일 : 제30회 입학식(5학급 125명)

## 참고 자료
- 진건중학교 - 한국교육학술정보원 학교알리미